# ألبرت كاهين
ألبرت كاهين (1877 – 1 ديسمبر 1937) هو مبارز بالسيف فرنسي راحل، مثّل بلاده في الألعاب الأولمبية الصيفية 1900.

## روابط خارجية
ألبرت كاهين على موقع أوليمبيديا (الإنجليزية)